# Nativ (Rapper)

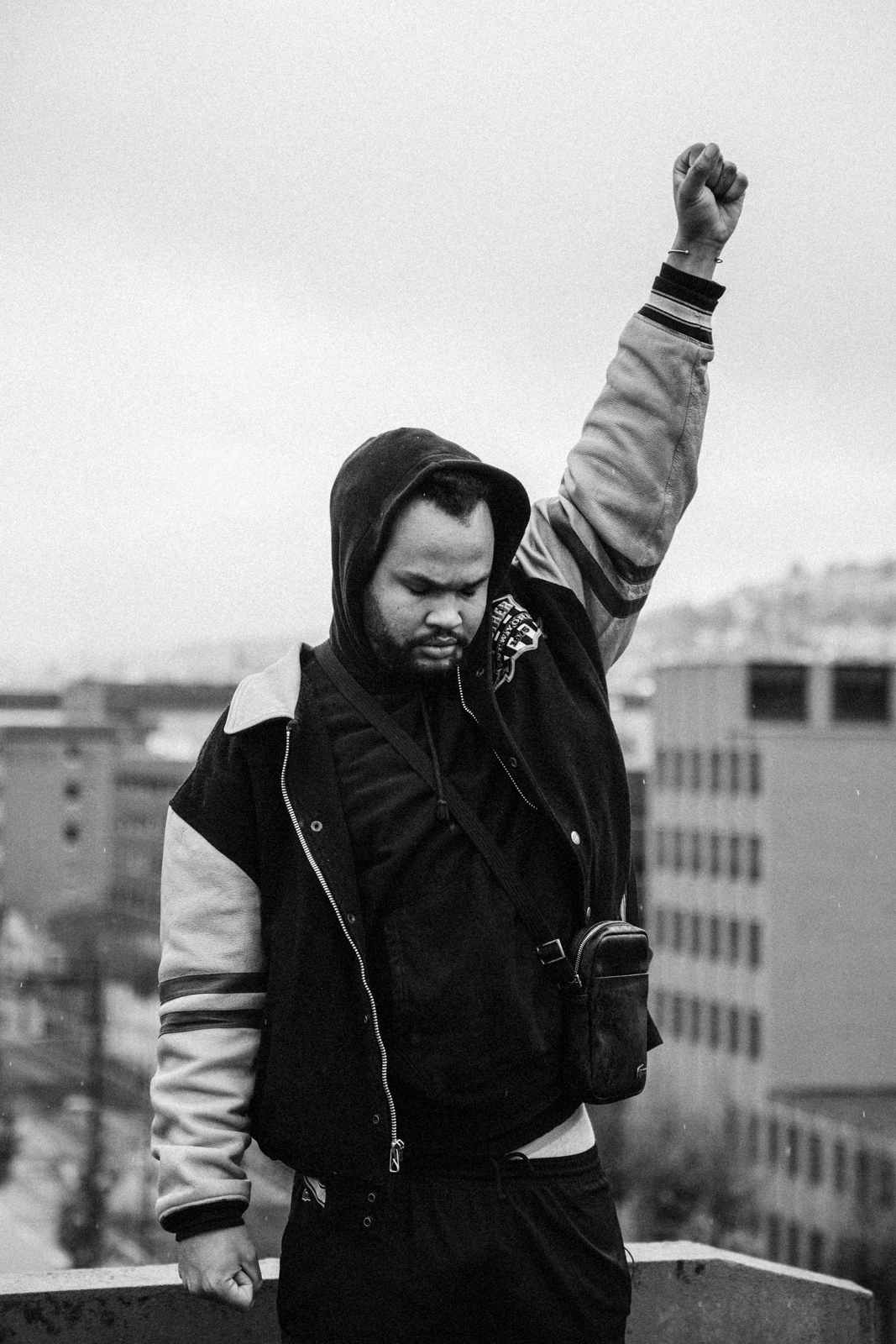
Nativ (2018)

Nativ, mit bürgerlichem Namen Thierry Gnahoré (* 1993), ist ein Schweizer Mundartrapper mit Wurzeln in der Elfenbeinküste. Er war ebenfalls Teil von S.O.S. und Psycho ’n’ Odds und ist bekannt für seine gesellschafts- und politkritischen Texte.

## Musikkarriere

### Jugend und die Rapcrew S.O.S.
Gnahoré stammt aus dem kleinen Ort Niederscherli bei Bern. Als er sieben Jahre alt war, verliess sein von der Elfenbeinküste stammender Vater die Familie und er wuchs mit Grossmutter, Mutter und der fünf Jahre älteren Schwester auf. Durch seinen Halbbruder hat er auch noch eine direkte Verbindung nach Afrika. Als Kind lernte er die westafrikanische Djembé spielen, begann dann aber sich für Hip-Hop zu interessieren und fing als Teenager mit dem Rappen an. Mit 15 Jahren zog er in die Stadt Bern.
Bevor sein musikalischer Durchbruch kam, machte er zweimal negative Schlagzeilen. Einmal 2015 durch ein Selfie mit dem französischen Präsidenten François Hollande, bei dem er heimlich den Mittelfinger ausstreckte und für das er sich – als Berner Stadtangestellter – offiziell entschuldigen musste. Und dann zwei Jahre später, als er ein Künstlerstipendium für einen USA-Aufenthalt zurückgeben musste, weil ihm wegen eines jugendlichen Drogendelikts die Einreise verweigert wurde. Gleichzeitig machte er aber auch als Mitglied der Rapcrew Saviours of Soul auf sich aufmerksam. Zusammen mit dem Rapkollegen Dawill veröffentlichte er ein Albumpaar auf Berndeutsch, das ihm zwei Topplatzierungen in der Schweizer Hitparade brachte.

### Erfolg als Solokünstler und weitere Projekte
Solo hatte Gnahoré alias Nativ bereits 2015 sein Debüt-Mixtape MVZ Vol. 1 veröffentlicht, zwei Jahre später folgte Volume 2. Beide Tapes hatten als freie Downloads fünfstellige Abrufzahlen. Er kündigte seinen Behördenjob und zog nach Biel, um sich ganz der Musik zu widmen. Nach dem S.O.S.-Erfolg erschien 2018 sein erstes Soloalbum Baobab, benannt nach dem Laden seiner Mutter in Biel, der wiederum nach dem afrikanischen Affenbrotbaum benannt ist. Es bekam herausragende Kritiken und schaffte es ohne Hilfe eines Major Labels auf Platz 3 der Charts. Radio SRF Virus wählte es zum Album des Jahres und Lyrics zeichnete Nativ als besten Mundartrapper aus. Gelobt wurde sein Album, weil er sich mit gesellschaftskritischen Themen nicht mit wütenden Sprüchen, sondern «reflektiert und empathisch» auseinandersetzt. In seinen Texten thematisiert er verschiedenste Ereignisse, oft auch eigene Erfahrungen. Häufige Themen sind Fremdenhass und Menschen auf der Flucht. Über seine Musik hinaus engagiert er sich aus eigener Betroffenheit gegen Rassismus und Ausgrenzung. In der Schweiz gilt er als «Schwarzer» und bei seinen Besuchen in Afrika ist er der «Weisse». Musikalisch enthält das Album Einflüsse von Trap, Soul und Elektropop, beim bekanntesten Song Sira kommt auch eine westafrikanische Kora zum Einsatz.
Das Album hatte Nativ grossenteils selbst produziert, bei drei Songs war Questbeatz als Produzent beteiligt. Nur wenige Monate nach Baobab erschien das gemeinsame Album Awful, das sich ebenfalls in den Charts platzierte. 2020 begann er mit Questbeatz und dem Bieler Rapper Buds Penseur das Projekt Psycho ’n’ Odds, das ihm mit dem Album Radiation World eine weitere Top-5-Platzierung brachte. Eine weitere EP des Projekts sowie eine Solo-EP mit dem Titel Mir geits würklech guet, i gseh nur so us kamen noch im selben Jahr ebenfalls in die Hitparade.

## Diskografie

### Alben und EPs
| Jahr | Titel Interpret                           | Höchstplatzierung, Gesamtwochen, AuszeichnungChartsChartplatzierungen (Jahr, Titel, Interpret, Platzierungen, Wochen, Auszeichnungen, Anmerkungen) | Anmerkungen                                                        |
| Jahr | Titel Interpret                           | CH | Anmerkungen                                                        |
| ---- | ----------------------------------------- | --- | ------------------------------------------------------------------ |
| 2015 | MVZ I                                     | — | Erstveröffentlichung: 15. Juli 2015 über 10'000 Downloads (frei)   |
| 2016 | Candomblé S.O.S.                          | — | Erstveröffentlichung: 7. April 2016                                |
| 2017 | MVZ II                                    | — | Erstveröffentlichung: 12. Januar 2017 über 20'000 Downloads (frei) |
| 2017 | Akim S.O.S.                               | CH2 (4 Wo.)CH | Erstveröffentlichung: 25. August 2017                              |
| 2017 | Imani S.O.S.                              | CH3 (4 Wo.)CH | Erstveröffentlichung: 25. August 2017                              |
| 2018 | Baobab                                    | CH3 (5 Wo.)CH | Erstveröffentlichung: 2. November 2018                             |
| 2019 | Awful Nativ & Questbeatz                  | CH21 (1 Wo.)CH | Erstveröffentlichung: 22. März 2019                                |
| 2020 | Radiation World Psycho ’n’ Odds           | CH4 (1 Wo.)CH | Erstveröffentlichung: 17. Januar 2020                              |
| 2020 | Radiated Universe Psycho ’n’ Odds         | CH41 (1 Wo.)CH | EP Erstveröffentlichung: 22. Mai 2020                              |
| 2020 | Mir geits würklech guet, i gseh nur so us | CH43 (1 Wo.)CH | EP Erstveröffentlichung: 28. August 2020                           |
| 2022 | Marathon Psycho ’n’ Odds                  | CH10 (2 Wo.)CH | Erstveröffentlichung: 29. April 2022                               |
| 2023 | MVZ Vol. 2.1 Psycho ’n’ Odds              | CH30 (1 Wo.)CH | Erstveröffentlichung: 3. Februar 2023                              |
| 2023 | Embrace Psycho ’n’ Odds                   | CH31 (2 Wo.)CH | Erstveröffentlichung: 1. September 2023 mit Pablo Nouvelle         |

### Singles
- Kôdjé (2018)
- Drip Drop (featuring LieVin, 2019)
- Jorja Smith (2019)
- Lupus (featuring Pablo Nouvelle, 2019)
- Los (featuring Melissa, 2019)
- Aber wohi? (featuring Seven, 2019)
- #dababyflow (2020)
- Wo ich herchume (featuring Luuk, 2020)
- Rollercoaster (2020)
- Diamonté (2020)
- Unity (featuring Buds Penseur, 2020)
- Gowitchu (featuring Cinnay, 2020)

Mit Psycho ’n’ Odds:
- Vagabond (2019)
- Grey Goose (2019)
- Secteur (2019)